# Résolution 539 du Conseil de sécurité des Nations unies
Membres permanents
- Chine
- États-Unis
- France
- Royaume-Uni
- URSS

Membres non permanents
- Guyana
- Jordanie
- Malte
- Nicaragua
- Pays-Bas
- Pakistan
- Pologne
- Togo
- Zaïre
- Zimbabwe

Résolution no 538 Résolution no 540
La résolution 539 du Conseil de sécurité des Nations Unies a été adoptée le 28 octobre 1983. Après avoir entendu un rapport du Secrétaire général et réaffirmé les résolutions 301 (1971), 385 (1976), 431 (1978), 432 (1978), 435 (1978), 439 (1978) et 532 (1983), le Conseil de sécurité a condamné l'occupation continue de la Namibie par l'Afrique du Sud, alors connue sous le nom de Sud-Ouest africain, ainsi que la tension et l'instabilité qui prévalaient en Afrique australe en conséquence.
La résolution condamne également l’Afrique du Sud pour son obstruction à la mise en œuvre des résolutions précédentes sur la Namibie et rejette ses tentatives de lier des questions sans rapport avec l'accession de la Namibie à la souveraineté. Le Conseil a réaffirmé que la seule base pour un règlement pacifique du problème est d’autoriser l’indépendance de la Namibie.
Enfin, le Conseil a exhorté l’Afrique du Sud à coopérer avec le Secrétaire général sur les plans de mise en œuvre des décisions des Nations Unies prescrites dans la résolution 435, lui demandant de faire rapport au Conseil avant le 31 décembre 1983.
La résolution 539 a été adoptée par 14 voix contre aucune, tandis que les États-Unis se sont abstenus de voter.

## Voir également
- Liste des résolutions du Conseil de sécurité des Nations unies adoptées en 1983
- Guerre de la frontière sud-africaine
- L'Afrique du Sud sous l'apartheid